# 约瑟夫·蒂勒尔
约瑟夫·布尔·蒂勒尔 (1858年11月1日 – 1957年8月26日)，是一名加拿大地质学家, 制图师及矿业顾问。 1884年，他在艾伯塔省的荒地和德拉姆黑勒周围的煤矿中发现了恐龙（艾伯塔龙属）骨。 加拿大艾伯塔省的加拿大皇家蒂勒尔博物馆就是以他的名字命名的。

## 生平
蒂勒尔出生在加拿大省的维斯通（今属安大略省），在家中是第三个孩子。他于1876年毕业于加拿大高级学院，并在1880年获得了多伦多大学的法律学位。然而，当他在多伦多一家律师事务所实习了一段时间后，由于健康问题，他的医生建议他参加室外的工作。
他于1880年加入加拿大地质调查局[1]，领导或参与了许多探索活动。他于1893年和1894年带领探险队沿着杜邦特河进入北部荒芜之地，这是自18世纪70年代英国探险家塞穆尔·赫尔内的探索以来欧洲人首次访问奇瓦里克地区的荒芜地带。他的弟弟詹姆斯·威廉姆斯·蒂勒尔（James Williams Tyrrell）陪同他参加了探险活动，这些活动中包括与伊尔迈特人（Ihalmiut）以及几乎已经消逝的因纽特人的第一次接触。
蒂勒尔于1894和玛丽·伊迪斯结婚，有三个孩子。玛丽·伊迪丝于1921年成为加拿大采矿业妇女协会的创始人和第一任主席。
他于1898年进入金矿业，并为此工作了50多年。

## 荣誉与奖项

### 以他的名字命名的地方
- 蒂勒尔海
- 蒂勒尔山脊, 位于亚斯凯德湖的东部,
- 约瑟夫·布尔·蒂勒尔公园, 位于安大略省多伦多市

### 以他的名字命名的机构
- 加拿大皇家蒂勒尔博物馆,位于加拿大艾伯塔省中部的德兰赫纳镇。
- 约瑟夫·布尔·蒂勒尔高级公立中学，位于加拿大安大略省多伦多士嘉堡
- 约瑟夫·布尔·蒂勒尔小学，位于加拿大西北领地的史密斯堡

### 奖项
- 1896 贝克奖, 英国皇家地理学会
- 1918 莫驰逊奖章,伦敦地理学会
- 1929 荣誉主席, 加拿大皇家地理学会
- 1930 达利奖章，美国地理学会
- 1933 弗拉维尔奖章, 加拿大皇家地理学会
- 1947 伍拉斯通奖, 伦敦地理学会
- 1954 专业工程师奖 安大略省工程师协会
- 1997 加拿大矿业名人堂

### 其它荣誉
- 约瑟夫·布尔·蒂勒尔历史奖章, 加拿大皇家学会

## 更多信息
- .   [16 September 2007].
- .   [2 January 2006]. （原始内容存档于10 January 2006）.
- Historica minute
- .   [2 January 2006]. （原始内容存档于2007-09-30）.
- A biography by Heather Robertson, 2007, Measuring Mother Earth: How Joe the Kid became Tyrrell of the North, McClelland & Stewart Inc. ISBN 0-7710-7539-1